# Irrisor de Grant
Phoeniculus granti
Espèce
Synonymes
- Irrisor damarensis granti Neumann, 1903
(protonyme)

L'Irrisor de Grant (Phoeniculus granti) est une espèce d'oiseaux de la famille des Phoeniculidae, autrefois considérée comme une sous-espèce de l'Irrisor damara (P. damarensis).

## Répartition
Cette espèce vit au Kenya et en Tanzanie.